# Reminiscence (film, 2021)
Pour les articles homonymes, voir Réminiscence.
Pour plus de détails, voir Fiche technique et Distribution.
Reminiscence ou Réminiscence au Québec est un film américain écrit et réalisé par Lisa Joy, sorti en 2021. Il s'agit de son premier long métrage.

## Synopsis
Dans un futur proche, la ville de Miami a été submergée en raison du réchauffement climatique. Nick Bannister a une occupation très particulière : il enquête dans les souvenirs de ses clients et leur propose ensuite de s'y replonger.
Sa vie bascule lorsqu'il rencontre Mae. Une nouvelle affaire, impliquant la jeune femme, va l'obséder et le bloquer dans une boucle temporelle. Il va lui-même être confronté à des souvenirs qu'il ignorait.

## Fiche technique
Sauf indication contraire, les informations mentionnées dans cette section peuvent être confirmées par la base de données cinématographiques IMDb,  présente dans la section « Liens externes ».
- Titre original et français : Reminiscence
- Titre québécois : Réminiscence[1]
- Réalisation et scénario : Lisa Joy
- Musique : Ramin Djawadi
- Direction artistique : Matthew Gatlin
- Décors : Howard Cummings
- Costumes : Jennifer Starzyk
- Photographie : Paul Cameron
- Montage : Mark Yoshikawa
- Production : Michael De Luca, Lisa Joy, Jonathan Nolan et Aaron Ryder

Production déléguée : D. Scott Lumpkin
- Sociétés de production : FilmNation Entertainment, Kilter Films et Michael De Luca Productions
- Sociétés de distribution : Warner Bros.
- Budget : 68 millions de dollars[3]
- Pays d'origine :  États-Unis
- Langue originale : anglais
- Format : couleur — 2.39:1
- Genres : science-fiction, drame, romance, thriller
- Durée : 116 minutes
- Dates de sortie[4] : 
  - États-Unis, Québec[1] : 20 août 2021 (au cinéma et sur HBO Max)
  - France : 25 août 2021
- Classification[5] :
  - États-Unis : PG-13

## Distribution
- Hugh Jackman (VF : Jérémie Covillault ; VQ : Daniel Picard) : Nick Bannister
- Rebecca Ferguson (VF : Laura Blanc ; VQ : Éveline Gélinas) : Mae
- Thandiwe Newton (VF : Annie Milon ; VQ : Sofia Blondin) : Emily « Watts » Sanders
- Cliff Curtis (VF : Gilduin Tissier ; VQ : Manuel Tadros) : Cyrus Boothe
- Marina de Tavira (VF : Marie Zidi ; VQ : Viviane Pacal) : Tamara Sylvan
- Daniel Wu (VF : Stéphane Fourreau ; VQ : Nicholas Savard-L'Herbier) : Saint Joe
- Mojean Aria (VF : Maxime Baudouin ; VQ : Sébastien Reding) : Sebastian Sylvan
- Brett Cullen (VF : Patrick Raynal ; VQ : Jean-François Blanchard) : Walter Sylvan
- Natalie Martinez (VF : Anaïs Delva ; VQ : Kim Jalabert) : Avery Castillo
- Angela Sarafyan : Elsa Carine
- Javier Molina (VF : Eilias Changuel) : Hank
- Sam Medina (VF : Maxime Hoareau) : Falks
- Giovannie Cruz (VF : Aurélie Konaté) : Cindy
- Rey Hernandez (VF : Maxime Hoareau) : Harry
- Gabrielle Echols (VF : Marion Gress) : Titch
- Nico Parker (VF : Aurélie Konaté) : Zoe

version française réalisée par la société de doublage Dubbing Brothers, sous la direction artistique de Pauline Brunel.
version québécoise réalisée par la société de doublage Difuze, sous la direction artistique de Nicolas Charbonneaux-Collombet, avec une adaptation des dialogues par Alexis Joubert.
 Source et légende : version française (VF) sur RS Doublage
 Source et légende : version québécoise (VQ) sur Doublage.qc.ca

## Production

### Attribution des rôles
En janvier 2019, il est annoncé que Lisa Joy allait faire ses débuts de réalisatrice avec Reminiscence, mettant en vedette Hugh Jackman et Rebecca Ferguson. En mars, Warner Bros. obtient les droits de distribution du film. En août, Thandie Newton rejoint le film. Elle est accompagnée de Daniel Wu, Angela Sarafyan, Natalie Martinez, Marina de Tavira et Cliff Curtis en octobre,.

### Tournage
Le tournage a lieu à la Nouvelle-Orléans et à Miami à partir du 21 octobre 2019,.

## Sortie
La sortie américaine est fixée au 16 avril 2021, avant que la date ne soit finalement retenue par Warner pour la sortie de Mortal Kombat (reportée en raison de la pandémie de Covid-19). La sortie américaine est alors décalée au 3 septembre 2021, puis annoncée pour le 25 août et finalement le 27, pour éviter la « compétition » avec Shang-Chi et la Légende des Dix Anneaux, avant d'être à nouveau changée pour le 20 août.
Comme pour l'ensemble de ses films sortis en 2021, Warner Bros. propose Reminiscence en simultané, et pour une durée d'un mois, sur HBO Max (uniquement aux États-Unis).

## Box-office
| Pays ou région    | Box-office      | Date d'arrêt du box-office | Nombre de semaines |
| ----------------- | --------------- | -------------------------- | ------------------ |
| États-Unis Canada | 3 900 193 $     | 30 septembre 2021          | 6                  |
| France            | 138 575 entrées | 14 septembre 2021          | 3                  |
| Total mondial     | 15 800 193 $    | -                          | -                  |